# デュプレクス (駆逐艦)
デュプレクス（フランス語：Dupleix, D 641）は、フランス海軍のジョルジュ・レイグ級駆逐艦2番艦。艦名は18世紀の提督ジョゼフ・フランソワ・デュプレクスに由来し、この名を受け継いだフランス軍艦としては4代目にあたる。

## 艦歴
「デュプレクス」は、DCNブレスト工廠で建造され1975年10月17日に起工、1978年12月2日に進水、1981年6月13日に就役する。
1977年10月27日にモルレーと命名都市の関係を結ぶ。「デュプレクス」はトゥーロンに配備され対潜戦を主任務とし海洋における諸任務に当たる。
2001年1月から6月にかけて遠洋航海を開始。紅海を通過ジブチに寄港アブダビ等の湾岸諸国を訪問後、インドからオーストラリアを経由しシンガポールに寄港し帰路につく。
海上阻止行動のためインド洋に展開し、海上自衛隊から洋上補給も受けている。
2008年2月12日、「L9013 ミストラル」と共にアジア訪問を開始する。スエズ運河を通過後ヨルダン・アカバに寄港、紅海においては2月25日から3月2日までサウジアラビア海軍とレッドシャーク演習を実施し、ジブチとモルディブに寄港し給油、途中のシンガポールでは海賊対策合同訓練を、東京では親善訪問を済ませたのち4月11日に出港、アメリカ合衆国海軍および大韓民国海軍との合同でPassex演習を実施、その後上海を訪問する。その後に途中インドに寄港して帰路につく。
2011年3月にはアタランタ作戦に参加するためソマリア沖・アデン湾に展開している。アタランタ作戦には2度目の参加となる。
2012年11月21日、三度目のアタランタ作戦参加中のところ、ソマリア北部を航行中に機関が故障したイエメン船籍のダウ船修理におもむく。この行動で救難信号は米国中央軍海軍部隊が受信し、通報を受けた日本の海上自衛隊哨戒機が目視確認、シンガポール海軍のフリゲート「RSS イントレピッド」から艦載ヘリコプターが発艦して危険海域の確認を済ませ、「デュプレクス」続いて「ITS サン・ジュスト」が現場に急行するという、見事な多国間連携がなされた好例となった。